# حزب الدعوة الإسلامية - تنظيم العراق
حزب الدعوة الإسلامية - تنظيم العراق هو حزب سياسي عراقي، انشق في إيران عن حزب الدعوة الإسلامية في عام 1998 بقيادة هاشم الموسوي.

## من قادة الحزب
- عبد الكريم العنزي
- عمار طعمة